# Северные высокотравные луга

Се́верные высокотра́вные луга́ (англ. Northern tall grasslands) — один из 867 континентальных экологических регионов, выделяемых Всемирным фондом дикой природы. Расположен в основном вдоль долины реки Ред-Ривер в канадской провинции Манитоба и американских штатах Северная Дакота и Миннесота. Границы региона: Осиновая лесостепь, Континентальные канадские леса, Западные леса Великих озёр, Лесостепь Верхнего Среднего Запада и Центральные высокотравные луга.

## Климат
В северных высокотравных лугах влажный континентальный климат с умеренным уровнем осадков в среднем 450—700 мм. Зима очень холодная со средней температурой −12,5 °C, а лето тёплое со средней температурой 16 °C. Среднегодовая температура в регионе - 2,5 °C.